# Gofredo da Silva Teles
Gofredo da Silva Teles (Río de Janeiro, 17 de abril de 1888 - São Paulo, 30 de julio de 1980) fue un abogado, profesor universitario, escritor y político brasileño. Fue alcalde de São Paulo en 1932.
Nació en Río de Janeiro. Fue hijo del ingeniero y concejal Augusto Carlos da Silva Teles. Cursó sus estudios en São Paulo, siendo el primer alumno matriculado en el Colégio de São Bento en 1903. Fue concejal y en 1932 fue designado alcalde de la ciudad de São Paulo por el interventor federal del estado Pedro Manuel de Toledo. 
Se casó con Carolina Penteado da Silva Teles, hija de Inácio Leite Penteado y de Olívia Guedes Penteado, prima hermana de la mecenas Yolanda Penteado. Fue padre del jurista y profesor universitario de Derecho en la Universidad de São Paulo, Gofredo da Silva Teles Júnior y suegro de la escritora Lygia Fagundes Telles. Asimismo, fue miembro de la Academia Paulista de Letras